# Stabilité financière
La stabilité financière est un état où un système financier connaît une volatilité faible, c'est-à-dire des mouvements de capitaux faibles ou lents.

## Concept
La stabilité financière est une composante essentielle du bien-être socio-économique des sociétés. Les crises économiques qui sont dues à une instabilité financière ont des effets négatifs sur les sociétés, et souvent sur le long terme. La stabilité financière est d'autant plus importante que les marchés financiers, du fait de leur rôle dans le financement des agents économiques, et notamment des entreprises, sont essentiels au bon fonctionnement des systèmes économiques modernes. 
Une définition de la stabilité financière exige de retenir des critères larges et nombreux, qui prennent en compte toutes les composantes structurelles des marchés financiers, telles que les infrastructures de marché, les agents financiers, etc. La plupart des instabilités financières sont liées à des crises bancaires, quoique l'instabilité financière ne puisse leur être réduite. 
La multiplicité d'acteurs et d'intérêts contradictoires, ainsi que certaines pratiques, peuvent mettre en cause la stabilité des marchés financiers et causer des crises financières.

## Mesure
Les recherches en économie n'ont pas réussi à définir, de manière consensuelle, la stabilité financière. Elle ne donne pas d'outils qui permettent d'évaluer une situation comme pleinement stable. Il n'existe ainsi pas un indicateur qui permette aux États de mesurer la stabilité de leur système financier. 
Toutefois, certains indicateurs permettent d'appréhender les niveaux de risque et d'instabilité des marchés financiers. La stabilité monétaire est une des clefs de la stabilité financière. Le marché des monnaies, en effet, est lié par des boucles de rétroactions aux autres marchés. Une instabilité des devises peut ainsi provoquer une instabilité financière plus large. L'hypothèse de Schwartz soutient que la stabilité des prix suffit à assurer la stabilité financière.

## Théories

### Hypothèse de l'instabilité financière
L'hypothèse de l'instabilité financière est théorisée par Hyman Minsky. Il soutient que le système financier est par nature (de manière endogène) instable, car lors de la phase de croissance économique, les banques octroyant des prêts et stimulant l'économie, les banques financent des projets de plus en plus spéculatifs. Cela crée de l'endettement (par le biais de l'utilisation d'effets de levier), et constitue des bulles.

### Théorie du cycle du crédit
La théorie du cycle du crédit est théorisée par Charles Kindleberger. Inspiré par Minsky, il développe une théorie du cycle du crédit dont la conclusion est que le système financier est par nature instable, et ne peut échapper le mouvement cyclique. Les marchés ne peuvent selon lui ni éviter, ni résoudre par eux-mêmes les crises.

## Politiques publiques
La stabilité financière est un objectif des banques centrales et figure souvent dans leur mandat. Grâce aux leviers de la politique monétaire, les autorités monétaires peuvent influer sur le niveau de risque financier systémique et soutenir le secteur bancaire afin d'éviter une crise bancaire. Plus récemment, les banques centrales ont développé des outils microprudentiels et macroprudentiels qui leur permettent de contrôler de manière fine les risques qui pèsent sur les marchés financiers,.
La stabilité financière est l'objet d'un dilemme pour les États. Afin de garantir une forme de stabilité au système dont il est le dépositaire de la sécurité, il peut s'engager à venir au secours du système financière en cas de crise ; toutefois, une telle assurance de la part de la puissance publique incite les agents financiers à se comporter de manière plus risquée, car ils savent qu'ils seront sauvés par l’État s'ils commettent des erreurs (aléa moral).